# Me faire ça à moi
Pour plus de détails, voir Fiche technique et Distribution.
Me faire ça à moi est un film français réalisé par Pierre Grimblat, sorti en 1961.

## Fiche technique
- Titre : Me faire ça à moi
- Réalisation : Pierre Grimblat
- Scénario : Pierre Grimblat et Claude de Givray, d'après le roman de Jean-Michel Sorel
- Photographie : Michel Kelber
- Musique : Michel Legrand
- Production : Georges Bouvier, Sacha Kamenka et Philippe Senné
- Pays d'origine :  France
- Format : Noir et blanc
- Genre : Thriller
- Durée : 85 minutes
- Date de sortie : 26 juillet 1961

## Distribution
- Eddie Constantine : Eddie MacAvoy
- Bernadette Lafont : Anna
- Jean-Louis Richard : Chef
- Pierre Grasset : Martin
- Rita Cadillac : Mercedes
- Henri Cogan : Grognon
- Michèle Perello
- Gracieux Lamperti